# 유갱생 (모평경후)
유갱생(劉更生, ? ~ 기원전 67년)은 전한 중기 ~ 후기의 제후로, 제효왕의 증손이다.

## 생애
태시 2년(기원전 95년), 아버지 유노의 뒤를 이어 모평후(牟平侯)에 봉해졌다.
모평경후 29년(기원전 67년)에 죽어 시호를 경(敬)이라 하였고, 아들 유건이 작위를 이었다.

## 출전
- 반고, 《한서》 권15상 왕자후표 上

| 선대 아버지 모평절후 유노 | 전한의 모평후 기원전 95년 ~ 기원전 67년 | 후대 아들 모평강후 유건 |